# 다모클레스

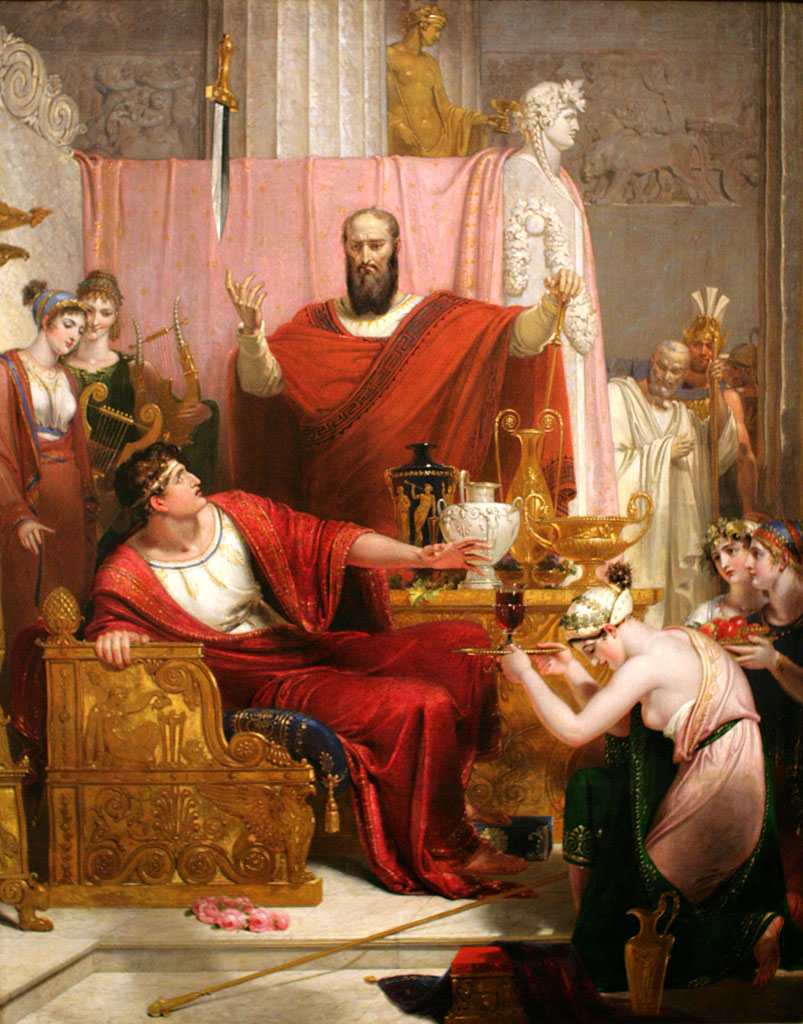
리처드 웨스톨이 1812년에 그린 《다모클레스의 검》에서는 신고전주의 예술의 후원자였던 토머스 호프를 위해 키케로의 일화에 등장하는 소년들이 여인들로 바뀌어 그려져 있다.

다모클레스(고대 그리스어: Δαμοκλῆς)는 "다모클레스의 검"이라고 흔히 불리는 일화(허구일 가능성이 높음)에 등장하는 인물로서, 권력자들이 직면하는 항시 존재하는 절박한 위험을 상징한다. 다모클레스는 고전기 그리스 시대 마그나 그라이키아 시칠리아섬의 시라쿠사를 다스린 참주(僭主) 디오니시오스 1세의 궁정에서 활동한 신하(조신; 朝臣)였다.
이 일화는 타우로메니움의 티마이오스(기원전 356년경 ~ 기원전 260년경)가 집필한, 현재는 전해지지 않는 시칠리아의 역사서에 실려 있었던 것으로 보인다. 로마의 연설가 키케로(기원전 106년경 ~ 기원전 43년경)는 그리스의 역사가 디오도로스 시켈로스의 저작에서 이 일화를 접했을 것으로 추정되며, 《투스쿨룸 논총》 5권 61절에서 이를 인용함으로써 유럽 문화의 주류로 편입시켰다.

## 다모클레스의 검

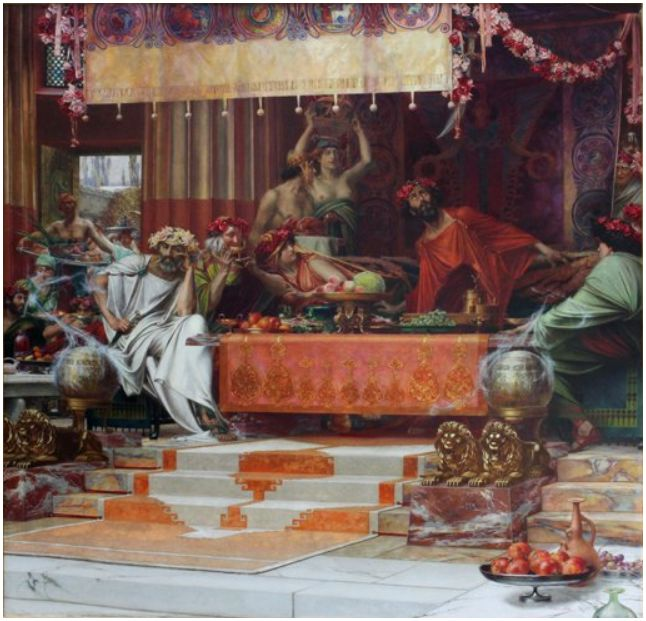
영국 화가 허버트 갠디가 그린 다모클레스 이야기를 담은 그림으로, 아름다운 시종들과 호화로운 음식, 황금과 재물에 둘러싸인 다모클레스가 자신의 머리 위에 매달린 칼집 없는 검을 걱정스럽게 올려다보고 있는 모습을 묘사하고 있다.

이야기에 따르면, 다모클레스는 자신의 왕인 디오니시오스에게 아첨하며 디오니시오스가 권력과 권위를 지닌 위대한 인물로서 비할 데 없이 행복하고 호사로움에 둘러싸여 있다고 찬양했다. 이에 디오니시오스는 다모클레스가 그 행운을 직접 맛볼 수 있도록 하루 동안 자리를 바꾸자고 제안했다. 다모클레스는 왕의 제안을 열렬히 받아들였다. 다모클레스는 수놓은 양탄자와 향기로운 향수, 아름다운 시종들의 시중을 받으며 왕좌에 앉았다. 그러나 통치 기간 동안 많은 적을 만들었던 디오니시오스는 왕좌 위에 검을 매달도록 했는데, 이 검은 말꼬리 털 한 가닥으로만 손잡이가 지탱되어 있었다. 이는 왕이 된다는 것이 어떤 것인지를 보여주기 위해서였다. 즉 많은 행운을 누리고 있지만, 질투심 많은 조언자나 하인, 중상모략하는 소문, 적대적인 왕국, 잘못된 왕의 결정, 또는 그 밖의 어떤 것이든 자신을 위협할 수 있는 위험을 항상 불안한 마음으로 경계해야 한다는 것이다. 결국 다모클레스는 더 이상 그토록 행운아가 되고 싶지 않다며 떠날 수 있게 해달라고 왕에게 간청했다. 발밑에 원하는 모든 것이 있었지만 왕관 위에 있는 것을 바꿀 수는 없다는 것을 깨달았기 때문이다.
디오니시오스 왕은 큰 권력을 가진 사람이 살아가는 끊임없는 두려움을 효과적으로 전달했다. 디오니시오스는 권력을 장악하는 과정에서 많은 잔혹한 일을 저질렀기에, 정의롭게 통치할 수 없었다. 그렇게 한다면 자신의 적들에게 취약해질 것이기 때문이었다. 키케로는 이 이야기를 《투스쿨룸 논총》 5권의 마지막 예시로 사용하여 덕을 갖추는 것이 행복한 삶을 사는 데 충분하다는 주제를 대조적인 예시들을 통해 마무리했다.

## 서로 다른 해석들
다모클레스의 검 이야기에 대한 키케로의 의도는 여러 가지로 해석될 수 있다. 키케로는 "항상 공포가 드리워져 있는 사람에게는 어떤 것도 행복할 수 없다는 것을 디오니시오스가 충분히 분명하게 보여주지 않았는가?"라고 말하며, 권력의 자리에 있는 사람들은 결코 안심하고 그 권력을 진정으로 즐길 수 없다고 주장했다. 일부는 이를 더 발전시켜 죽음이 모든 이의 머리 위에 드리워져 있지만, 그러한 공포에도 불구하고 행복해지려 노력하고 삶을 즐기는 것이 중요하다는 것이 이야기의 요점이라고 주장한다.
또 다른 이들은 누군가의 삶이 겉으로 완벽해 보일지라도 그 사람이 어떤 어려움을 겪고 있는지는 알 수 없기에 "남의 입장이 되어보기 전까지는 판단하지 말라"는 의미로 해석한다. 디오니시오스 왕의 삶이 다모클레스의 눈에 호화롭고 완벽해 보였던 것처럼, 자신이 부러워하는 다른 이들의 삶도 그러할 수 있다는 것이다.
또 다른 해석은 다모클레스의 검 이야기가 명백히 율리우스 카이사르를 겨냥한 것이라고 본다. 디오니시오스 왕처럼 적을 만들고 영적인 삶을 부정하며 폭군의 함정에 빠지지 않도록 조심하고, 자신의 목 위에 항상 걸려 있는 검을 유념하라는 암시적인 메시지를 전달하고자 했다는 것이다.

## 활용
다모클레스의 검은 권력의 자리에 있는 이들이 직면하는 절박하고 항시 존재하는 위험을 상징하는 이야기로서 자주 인용된다. 더 넓은 의미로는 특히 비극의 발생이 미묘한 계기나 우연에 의해서만 저지되고 있는 불안정한 상황이 야기하는 불길한 예감을 나타내는 데 사용된다. 윌리엄 셰익스피어의 《헨리 4세》는 "왕관을 쓴 머리는 편히 쉴 수 없다"라는 구절로 이러한 주제를 확장했다. 이는 티케와 포르투나가 상징하는 불안정성과 관련된 헬레니즘 및 로마 시대의 이미지와 비교해볼 수 있다.
제프리 초서의 《캔터베리 이야기》에서는 기사가 정복의 머리 위에 걸려 있는 다모클레스의 검을 언급한다. 기사가 세 개의 신전을 묘사할 때, 그는 마르스 신전의 벽에 그려진 그림 하나에 특별히 주목한다.
위에서, 탑에 앉아 있는 것을 보았노라
권세 속의 정복을 그린 모습을
그의 머리 위로는 날카로운 검이 있어
가장 가는 실 한 가닥에 매달려 있었다— 초서, 《캔터베리 이야기》, 2027-2030행

기원전 1세기 로마의 시인 호라티우스 역시 《송가집》 제3권의 첫 번째 송가에서 다모클레스의 검을 암시했다. 그는 이 작품에서 권력의 자리에 따르는 수많은 위협과 불안보다 소박하고 전원적인 삶의 미덕을 찬양했다. 귀족 출신의 후원자이자 친구인 가이우스 마이케나스에게 보내는 이 호소문에서 호라티우스는 "불경스러운 머리 위에 빼든 검(destrictus ensis)이 걸려 있는" 사람에게는 "시칠리아의 진수성찬"(Siculae dapes)도 맛있는 즐거움을 주지 못한다고 묘사했다.

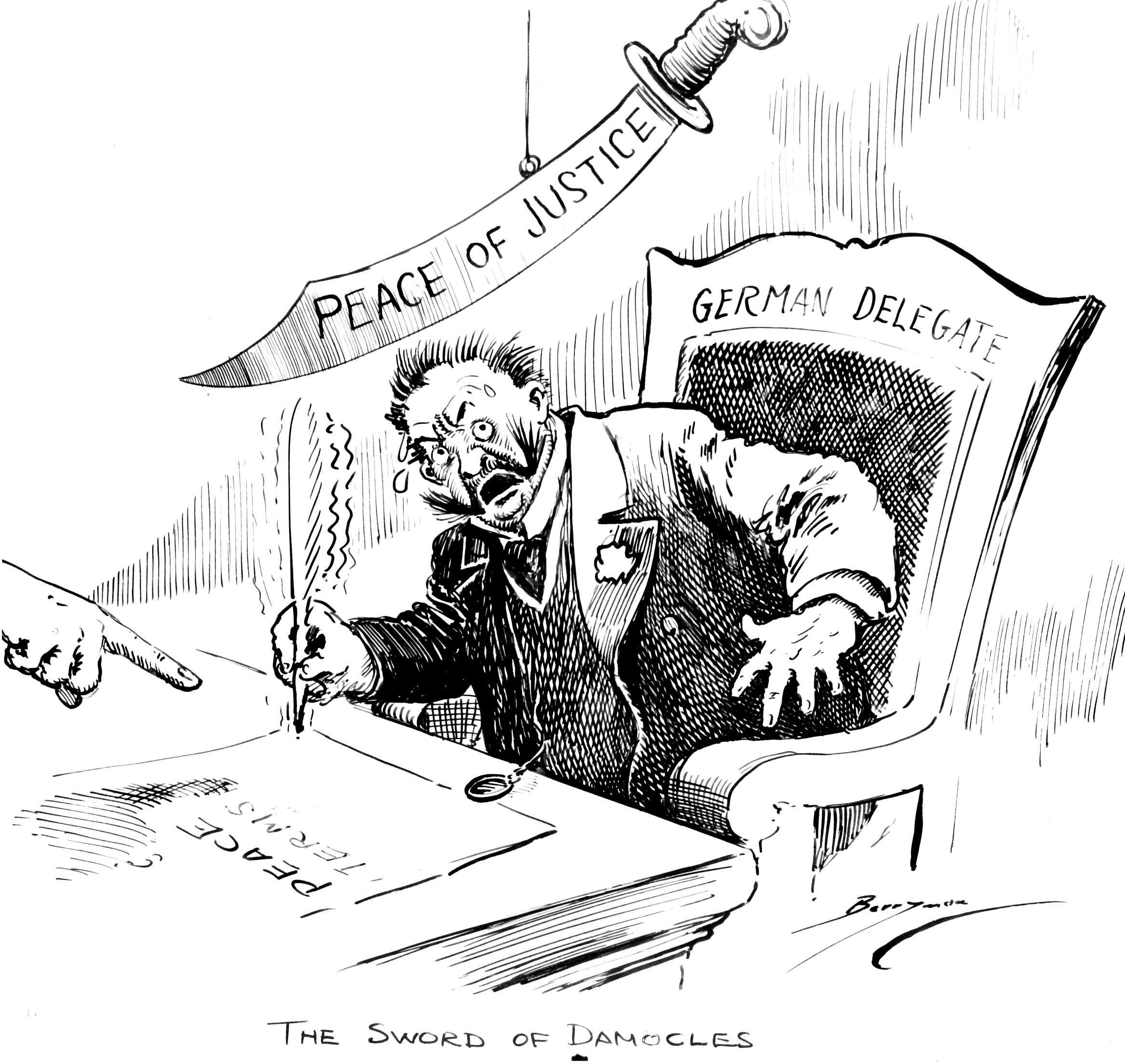
제1차 세계 대전 이후 클리포드 베리먼이 그린 정치 만평으로, 연합국의 거대한 손이 가리키는 대로 독일 대표가 떨리는 손으로 평화 조약에 서명하는 장면이 그려져 있다. 그의 머리 위로는 "정의의 평화"라는 글귀가 새겨진 큰 검이 실 한 가닥에 매달려 있다(1919년).

이 표현은 또한 희생자가 권력의 자리에 있는지와 관계없이, 특히 위험이 가시적이고 근접해 있을 때 임박한 파멸의 감각이 스며든 모든 상황을 설명하는 데 사용되게 되었다. 미국 대통령 존 F. 케네디는 핵전쟁의 전면적인 위협을 전 세계인의 머리 위에 걸린 다모클레스의 검에 비유했다. 소련 제1서기장 니키타 흐루쇼프는 차르 봄바가 "제국주의자들의 머리 위에 다모클레스의 검처럼 매달려 있기를" 바랐다.
16세기와 17세기 유럽의 문장서에는 교훈적인 두 행시나 사행시와 함께 다모클레스의 검을 상징으로 한 목판화가 등장하며, 여기에는 "폭군들은 두려움으로 가득 차 있다"(METUS EST PLENUS TYRANNIS)라는 의미가 담겨 있다. 작은 삽화에는 국가의 천개 아래에서 연회 자리에 앉아 있는 다모클레스와 그 근처에 앉아 있는 디오니시오스가 묘사되어 있다. 명확한 정치적 교훈을 담고 있는 이 동판화는 이후 그 개념을 설명하는 데 사용되었다.

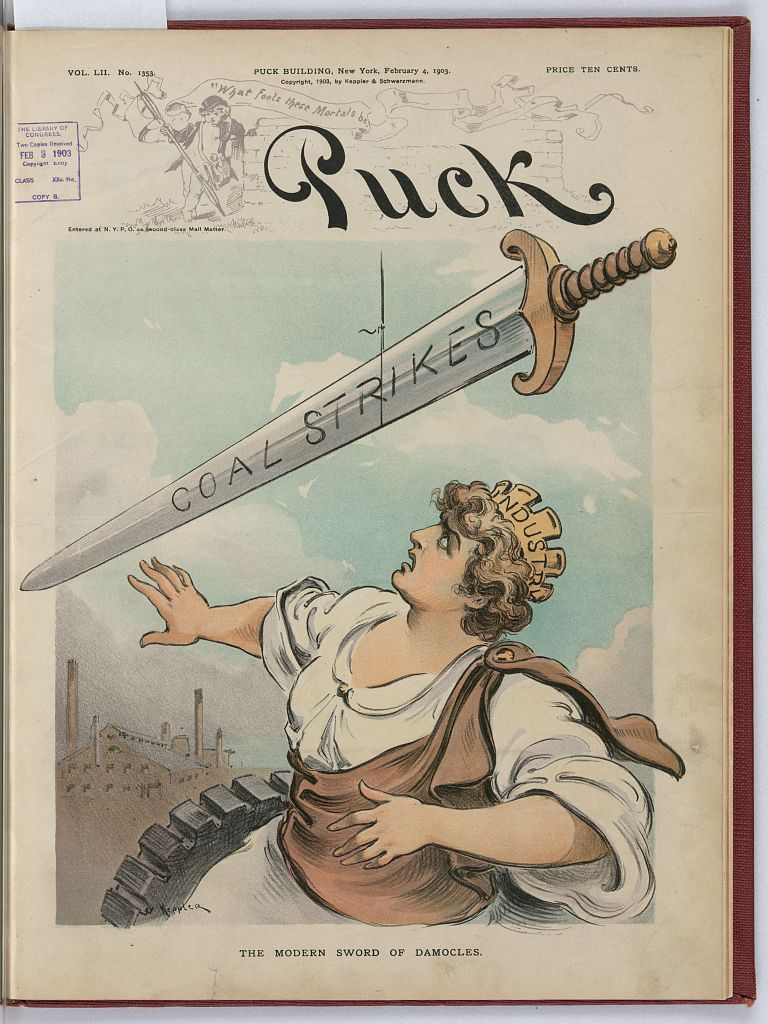
조셉 케플러의 《퍽》에 실린 장면으로, "산업"이라고 적힌 왕관을 쓴 다모클레스가 실 한 가닥에 매달린 "석탄 파업"이라고 적힌 큰 검 아래 서 있는 모습이 그려져 있다. 이는 20세기 초의 석탄 파업이 당대의 다모클레스의 검이었음을 암시한다(1903년).

다모클레스의 검은 조셉 케플러가 1800년대 후반 미국에서 창간한 풍자 정기간행물인 《퍽》(Puck)과 같은 만화가들의 삽화에서도 찾아볼 수 있으며, 당시의 시사 문제나 논쟁적 사안들이 세계를 위험에 빠뜨리고 있음을 환기시키는 장치로 사용되었다.
다모클레스의 검은 소설, 영화, 텔레비전 시리즈, 비디오 게임, 음악 등 대중문화에 자주 등장한다. 주목할 만한 예시로는 다모클레스라는 혜성이 행성을 파괴하는 것을 막아야 하는 1990년 16비트 비디오 게임 《다모클레스》, 《록키 호러 픽쳐 쇼》의 노래 "다모클레스의 검", 그리고 개발된 연구실 천장에 매달려 있고 불길한 외양을 하고 있어 이런 이름이 붙여진 1968년 이반 서덜랜드가 개발한 가상현실 헤드셋 '다모클레스의 검' 등이 있다.
1998년부터 2003년까지 방영된 캐나다 텔레비전 시리즈 《메이드 인 캐나다》에서 《다모클레스의 검》은 작품의 중심이 되는 제작사 피라미드가 제작한 극중 텔레비전 프로그램의 이름이었다. 《다모클레스》는 텔레비전 프로그램 NCIS의 여러 시즌에 걸친 다편 구성의 이야기에서 사용된 배의 이름이다. CW의 프로그램 《더 100》은 시즌 5의 두 부분으로 된 피날레의 제목을 "다모클레스"로 지었다. 이 피날레에서 다이오자 장군은 옥타비아에게 "네가 뭘 잘못했는지 알아? 네 잘못은 그걸 즐긴 거야... 권력을... 그건 죽음의 입맞춤이야"라고 말한다.
미국 밴드 트리비움은 2021년 앨범 《In the Court of the Dragon》에 "다모클레스 위의 검처럼"이라는 노래를 수록했다.

다모클레스의 검은 현대 힙합에서 자주 사용되는 상징으로, "왕"과 같은 래퍼들이 최고의 자리에서 쫓겨날 수 있다는 위협을 전달하는 데 사용된다. 1996년 푸지스의 노래 "질럿츠"의 가사에서 언급되었다. 또한 카니예 웨스트의 음악에도 등장하는데, 2010년 싱글 "Power"의 뮤직비디오에서는 이오니아식 기둥들 사이에 서 있는 웨스트의 머리 위에 검이 위치해 있으며, 이후 이 노래의 커버 아트에는 왕관을 쓴 흑인 남성의 관통된 머리가 등장한다.

### 참고문헌
- Cicero, 《Tusculan Disputations》 (translation), Livius.org, V. 61.
- Westall, Richard, 《The sword of Damocles》 (painting), Ackland Art Museum, UNC, 2018년 8월 13일에 원본 문서에서 보존된 문서.